# Samuele Papi
Samuele Papi (ur. 20 maja 1973 w Ankonie) – włoski siatkarz, reprezentant kraju, grający na pozycji przyjmującego.
Jest dwukrotnym wicemistrzem olimpijskim, z 1996 z Atlanty i z 2004 z Aten oraz dwukrotnym brązowym medalistą z 2000 z Sydney i 2012 z Londynu. Dwukrotnie zdobywał tytuł mistrza Świata – w 1994 i w 1998 oraz trzykrotnie tryumfował w mistrzostwach Europy – w 1995, 1999 i 2003.
Dwukrotnie został odznaczony Orderem Zasługi Republiki Włoskiej.

## Sukcesy klubowe
Puchar Włoch:
- 1996, 2000, 2004, 2005, 2007, 2014

Puchar CEV:
- 1996, 2003, 2011

Mistrzostwo Włoch:
- 1999, 2001, 2003, 2004, 2005, 2007
- 1996, 1998, 2002, 2006, 2013

Superpuchar Europy:
- 1996, 1997, 1999

Superpuchar Włoch:
- 1996, 1998, 2000, 2001, 2003, 2004, 2005, 2007

Puchar Europy Zdobywców Pucharów:
- 1997, 1998

Puchar Europy Mistrzów Klubowych:
- 1999, 2000

Liga Mistrzów:
- 2006
- 2001

Puchar Challenge:
- 2013

## Sukcesy reprezentacyjne
Liga Światowa:
- 1994, 1995, 1997, 1999, 2000
- 1996, 2001, 2004
- 2003

Mistrzostwa Świata:
- 1994, 1998

Mistrzostwa Europy:
- 1995, 1999, 2003
- 2001
- 1997

Puchar Świata:
- 1995
- 2003
- 1999

Igrzyska Olimpijskie:
- 1996, 2004
- 2000, 2012

## Nagrody indywidualne
- 2003: Najlepszy przyjmujący Mistrzostw Europy
- 2004: Najlepszy atakujący Ligi Światowej

## Odznaczenia
- 21 lipca 2000 został odznaczony Orderem Zasługi Republiki Włoskiej V klasy[5].
- 27 września 2004 został odznaczony Orderem Zasługi Republiki Włoskiej IV klasy[6].